# لويجي أبولوني
لويجي أبولوني (بالإيطالية: Luigi Apolloni) مواليد 2 مايو 1967 في إيطاليا، هو لاعب كرة قدم إيطالي دولي سابق كان يلعب كمدافع. اعتزل اللعب عام 2001 مع هيلاس فيرونا. سبق له أن لعب في كأس العالم لكرة القدم مع منتخب بلاده. بدأ مسيرته الرياضية عام 1983.

## المسيرة الاحترافية

### أندية لعب لها
- نادي بيستويسي
- نادي ريجيانا 1919
- نادي بارما
- هيلاس فيرونا

## الروابط الخارجية
- لويجي أبولوني على موقع الاتحاد الدولي (مؤرشف)  (الإنجليزية)
- لويجي أبولوني على موقع الاتحاد الأوربي (الإنجليزية)
- لويجي أبولوني على موقع قاعدة بيانات كرة القدم.إي يو (الإنجليزية)
- لويجي أبولوني على موقع ناشيونال فوتبول تيمز (الإنجليزية)
- لويجي أبولوني على موقع عالم كرة القدم.نت (الإنجليزية)